# Анди
Андите са планинска верига, разположена в Южна Америка, естествено продължение на планинската верига Кордилери от Северна Америка.
Простират се от най-северните части на континента до най-южните при остров Огнена земя. Най-висок връх е Аконкагуа – 6962 m, разположен на държавната граница между Чили и Аржентина. Части от Андите, освен в тези две държави, се намират и в Боливия, Венецуела, Еквадор, Колумбия и Перу. В Андите са съсредоточени едни от най-големите находища в света на мед, боксит, селитра, сребро.
Геоложкият им произход е свързан с движението на тектонските плочи и конкретно взаимодействието между Тихоокеанската тектонска плоча, Южноамериканска плоча и Плочата Наска.
Андите са важна орологична преграда, предопределяща редица особености на климата и природния свят от двете страни на планината. Високите части спират влиянията на Перуанското студено течение и валежите, които обуславят сухия климат над пустинята Атакама и Андите. На изток от планината Тихият океан не влияе на климата. В Андите са разположени множество активни и неактивни вулкани, най-известни от които са Чимборасо, Коропуна, Йерупаха, Котопакси, Уаскаран. В Андите се намира и най-високопланинското езеро от големите езера на света – Титикака.

## Произход на името
Има много теории за етимологията на името Анди. Някои считат, че Анди произлиза от думата анти на езика кечуа, която означава „висок връх“. Други смятат, че Анди произхожда от един от четирите региона на империята на инките. Трети вярват, че Анди произлиза от испанската дума andén, която означава „тераса, терасирана земя“, във връзка с обработваемите земи, използвани от инките и другите народи в района.
Според някои етимолози идва от анти – името на старо перуанско индианско племе, което е обитавало планините. Друго предположение е, че името идва от големите медни находища в планината, което преведено на български, означава медна планина.

## География
Андите се разпростират на 9000 km дължина в посока север-юг и достигат ширина до 800 km в централните части, където е разположена вътрешнопланинска платовидна област. Нидерландските острови Аруба, Бонер и Кюрасао, които се намират в Карибско море, северно от брега на Венецуела, представляват потопените във водата върхове на най-отдалечената северна част на планинската верига. На запад Андите се ограничават от дълбоката до 8 km Перуанско-Чилийска падина на Тихия океан. На юг достига до протока Дрейк, а на изток се простира до вътрешните равнини и низини, както и с пампата.
Андите могат да бъдат разделени на три региона: Южни Анди – в Аржентина и Чили; Централни Анди, включващи чилийските и перуанските планини, както и част от Боливия; и северна част – във Венецуела, Колумбия и Еквадор, която се дели съответно на две успоредни планински области – Западна (Cordillera Occidental) и Източна планинска верига (Cordillera Oriental). Думата cordillera идва от испански език и означава „въже“.
В Колумбия, северно от границата с Еквадор, Андите могат да се разделят дори на три успоредни части – западна, централна и източна. В най-северната част, планината Сиера Невада де Санта Марта често е считана за част от Андите. Източната планинска верига е единствената, която продължава до Венецуела.

### Северни Анди
Главната система на Андите (Андийските Кордилери) се състои от простиращи се в меридиална посока успоредни хребети, разделени от вътрешни плата или падини. Само Карибските Анди, разположени в пределите на Венецуела и принадлежащи към Северните Анди, се простират по ширина по протежение на крайбрежието на Карибско море. Към Северните Анди също се отнасят Еквадорските Анди (в Еквадор) и Северозападните Анди (в западната част на Венецуела и в Колумбия). Най-високите хребети на Северните Анди имат малки и съвременни от геоложка гледна точка ледници, а върху вулканичните конуси има вечен сняг. Островите Аруба, Бонайре, Кюрасао в Карибско море представляват върховете на самата планинска верига, спускаща се в морето, и са продължение на Северните Анди.
В Северозападните Анди, ветрилообразно разделящи се северно от 12° с. ш., се обособяват три основни Кордилери – Източни, Централни и Западни. Всички те са високи, със стръмни склонове и имат надиплена и преплетена структура. Характеризират се с разломи и геоложка активност в съвременните времена. Главните Кордилери са разделени от големи долини – поречията на реките Магдалена и Кауки – Патии.
Най-високата надморска височина на Източните Кордилери е в североизточната им част (планината Ритакува, 5493 m). Централната им част е древноезерно плато (доминираща височина – 2500 – 2700 m) и като цяло за Източните Кордилери са характерни големите сравнително по-равни масиви. В планините на тази част има ледници. На север, Източните Кордилери продължават в хребетите Кордилера де Мерида (най-висока точка – връх Боливар, 5007 m) и Сиера де Периха (който достига височина от 3540 m). В обширна низина между тези хребети се намира езерото Маракайбо. На крайния север се намира масивът Сиера Невада де Санта Марта с височина до 5800 m (планината Кристобал Колон).
Долината на река Магдалена разделя Източните от Централните Кордилери, които са относително тесни и високи. В Централните Кордилери (особено в южната им част) има много вулкани (Уила – 5750 m, Руис – 5400 m и други), някои от които са активни (Кумбал, 4890 m). На север Централните Кордилери се снишават до известна степен и формират масива Антиокия, силно разчленен от речни долини. Западните Кордилери, отделени от Централната долина от река Каука, имат по-малка надморска височина (до 4200 m). В южната част на Западните Кордилери се наблюдава вулканизъм. Още пò на запад се намира невисокият (до 1810 m) хребет Сераниу де Баудо, който преминава на север в планините на Панама. На север и на запад от Северозападните Анди са разположени Прикарибската и Тихоокеанската алувиални низина.
В състава на Екваториалните (Еквадорски) Анди, достигащи до 4° ю.ш., има две Кордилери (Западна и Източна), разделени от падини с височина 2500 – 2700 м. Сред планините, обграждащи тези падини, е една от най-високите в света вулканични вериги (чиито най-високи вулкани са Чимборасо – 6267 m и Котопакси – 5897 m). Тези вулкани, както и вулканите в Колумбия, образуват първата вулканична област на Андите.

### Централни Анди
Централните Анди (до 28° ю.ш.) се делят на Перуански Анди (разпростиращи се на юг до 14°30́ ю.ш.) и самите Централни Анди. В Перуанските Анди, вследствие на скорошното геоложко издигане и интензивното врязване на реките (най-големите от които са Мараньон, Укаяли и Уаляга, които принадлежат на системата на Горна Амазонка), са образувани паралелни хребети (Източни, Централни и Западни Кордилери) и система от дълбоки продълговати каньони. Множество върхове на Кордилерите в Перуанските Анди превишават 6000 m (най-високата точка е Уаскаран, 6768 m). В Кордилера Бланка има съвременно заледяване. Алпийските форми на релефа също така са развити в хребетите Кордилера де Вилканота, Кордилера Вилкабамба и Кордилера де Карабая.
По̀ на юг се намира най-широката част на Андите – Централноандийска планинска земя (ширина до 750 км), където преобладават сухи геоморфологични процеси; значителна част от планинската област е заета от платото Пуна с височина 3,7 – 4,1 хил. метра. За Платото Пуна са характерни безотточните котловини („болсони“), заети от езерата (Титикака, Поопо и др.) и солници (Атакама, Койпаса, Уюни и др.). на изток от Пуна се намира Кордилера Реал (с връх Анкоума – 6550 m), със силно съвременно заледяване. Между платото Алтиплано и Кордилера Реал, на височина 3700 m, е разположен град Ла Пас, столицата на Боливия, най-високата в света. Източната част на Кордилера Реал са субандските нагънати хребети на Източните Кордилери, достигащи до 23° ю.ш. Южното продължение на Кордилера Реал са Централните Кордилери, както и няколко планински масива (най-високата точка е връх Ел Либертадор, 6720 m). На запад Пуна е заобиколена от Западните Кордилери с интрузивни върхове и многобройни вулкани (Сахама – 6780 m; Люляйляко – 6723 m; Сан Педро – 6159 m; Мисти – 5821 m и др.), влизащи във втората вулканична област на Андите. Южно от 19° ю.ш. западните склонове на Западните Кордилери слизат към тектоничното понижение на Продълговатата долина, намираща се на юг от пустинята Атакама. Зад Продълговатата долина са невисоките (до 1500 m) интрузивни Крайбрежни Кордилери, за които са характерни аридните (сухи) скулптурни форми на релефа.
В Пуна и в западната част на Централните Анди снежната линия е доста висока (на места над 6500 m), ето защо сняг се наблюдава само по най-високите вулканични конуси, а ледници има само в масива Охос дел Саладо (с височина от 6880 m).

### Южни Анди
Южните Анди, простиращи се на юг от 28° ю.ш., се делят на две части – северна (Чилийско-Аржентински или Субтропически Анди) и южна (Патагонски Анди). В Чилийско-Аржентинските Анди, простиращи се на юг и достигащи до 39°41' ю.ш., ясно е обособено следното тройно разделение – Крайбрежни Кордилери, Продълговатата долина и Главни Кордилери. В пределите на последните, в Кордилера Фронтал, се намира най-високият връх на Андите, Аконкагуа (6960 m), както и други високи върхове – Тупунгато (6800 m) и Мерседарио (6770 m). Снежната линия тук е доста високо (под 32°40' ю.ш. е на 6000 m височина). Източната част на Кордилера Фронтал са древните Прекордилери.
На юг от 33° ю.ш. (до 52° ю.ш) е разположена третата вулканична област на Андите, в която са разположени много действащи (предимно в Главните Кордилери и на запад от тях) и изгаснали вулкани (Тупунгато, Майпа, Ляймо и др.)
С придвижване на юг линията на снега постепенно се спуска и под 51° ю.ш. достига 1460 m. Тук високите планински вериги имат характеристики от алпийски тип, с увеличена площ на съвременното заледяване, съществуват и множество ледникови езера. На юг от 40° ю.ш. започват Патагонските Анди, с по-ниски, отколкото в Чилийско-Аржентинските Анди хребети (най-високата точка е връх Сан-Валентин – 4058 m) и имат активен вулканизъм на север. Около 52° ю.ш. силно разчленените Крайбрежни Кордилери навлизат в океана и върховете им образуват верига от скалисти острови и архипелази. Продълговатата долина се превръща в система от проливи, достигащи до западната част на Магелановия проток. В района на протока Андите (носещи тук името Анди на Огнена земя) рязко се отклоняват на изток. В Патагонските Анди височината на снежната линия едва надвишава 1500 m (в крайния юг тя е 300 – 700 m, а от 46°30́ ю.ш. ледниците се спускат до морското равнище). Тук преобладават ледниковите форми на релефа (на юг от 48° ю.ш. е огромния Патагонски ледников щит), с площ от над 20 000 km², от който на изток на запад се спускат километрични ледникови езици). Някои от ледниците по долините на източните склонове завършват в големи езера. Край брега, силно разчленен от фиорди, се издигат млади вулканични конуси (като Корковадо и др.). Андите на Огнена земя са сравнително ниски (до 2469 m).

## Геология
Андите са верига планини, формирани през мезозоя и терциера, по протежението на Тихоокеанския огнен пръстен – зона на вулканична активност и планинообразуване, която обгражда Тихия океан. Планините са резултат на процесите на тектониката на плочите, причинени от субдукцията на океанската кора под Южноамериканската плоча. Основната причина за издигането на Андите е нагъването на западния и ̀ръб, породено от подпъхването на плочата Наска и Антарктическата плоча. На изток Андите граничат с няколко седиментни басейна като Ориноко, басейните на реките Амазонка и Мадре де Диос, както и с Гран Чако, които отделят планините от старите геоложки платформи в източната част на Южна Америка. В южната си част Андите делят дълга граница с част от някогашната Патагонска плоча. На запад, планините завършват в Тихия океан, макар че за крайна западна граница може да се счита и Перуано-чилийската падина. От географска гледна точка, за Андите се смята, че западната им граница се маркира с появата на крайбрежните низини и намаляването на отвесната топография.

### Орогенеза
Западният край на Южноамериканската плоча е място на най-малко няколко преандски орогенетични процеса след планинообразуването на Пампия от края на протерозойския период. Тези ранни процеси довеждат до натрупването на няколко части от плочи и микроконтиненти върху южноамериканската част от Гондвана.
Формирането на съвременните Анди започва през юрския период. Именно по време на периода креда, планините започват да придобиват сегашната си форма – чрез издигането, разломните процеси и нагъването на седиментни и метаморфни скали на старите геоложки платформи на изток. Тектоничните сили в зоната на субдукция, по протежение на целия западен бряг на Южна Америка, където плочата Наска и част от Антарктическата плоча се приплъзват под Южноамериканската, продължават да са причина за текущи орогенетични събития, които се проявяват под формата на земетресения и вулканични изригвания и понастоящем. В крайната южна част, голям трансформен разлом разделя Огнена земя от малката плоча Скотия.

### Вулканична дейност
В планинската верига има голям брой активни вулкани, които са обособени в четири вулканични зони, разделени от райони на пасивност. Вулканичната дейност на Андите е резултат от субдукцията на плочата Наска и Антарктическата плоча под Южноамериканската. Вулканите в района се различават по отношение на активността, отделените при изригванията продукти и морфологията си. Макар че някои различия могат да бъдат обяснени с това, към коя вулканична зона принадлежи даден вулкан, то има и значителни разлики между вулкани в една и съща зона и дори между съседни вулкани.
Вулканските и земетръсните процеси се проявяват от неогена. В Андите има около 28 активни вулкана и над 100 угаснали. По главното било са разположени огромни вулканични конуси. Едни от най-високите на земята са Тупунгато (6800 m), Монте Писи (6795 m) и Люляйляко (6723 m).

## Климат
Климатът в Андите варира значително – в зависимост от географското положение, надморската височина и близостта до морето. Южната част е дъждовна и хладна, Централните Анди са сухи, а в Северните Анди обикновено е дъждовно и топло, със средна температура от 18 °C в Колумбия. За климата тук е известен факта, че се променя драстично дори при малки разстояния – например, дъждовни гори (известни като селва) съществуват само на километри от заснежения връх Котопакси.
Планините оказват голям ефект върху температурата на околните райони. Снежната линия е в зависимост от местоположението – обикновено е между 4500 – 4800 m в тропическите части на Еквадор, Колумбия, Венецуела и Северно Перу; нараства до 4800 – 5200 m в сухите планински области на южно Перу и северната част на Чили на юг; и след това се спуска – последователно до 4500 m при връх Аконкагуа, 2000 m на 40° южна ширина, 500 m на 50° южна ширина, и едва 300 m при Огнена земя. От 50° южна ширина, няколко от по-големите ледници се спускат директно до морското равнище.
Количеството на валежите достига до 3000 mm годишно. Най-изобилни са валежите по западните склонове на Северните Анди (станция Андагоя – 7140 mm валеж). Поради екваториалния климат в подножията на Северните Анди към низината на Амазонка и към Тихия океан, са характерни всекидневните валежи и висока температура.
Подножието на Андите попада в горещия пояс (тиера калиенте). Той достига до 600 m височина. Над него е умереният пояс (тиера темплада), достигащ до 2000 m височина. До 2800 m е разположен студеният пояс (тиера фриа). Над 2800 m е разположена студенаполупустинна местност. Планинските била над 3400 m до съвременната снежна граница попадат в мразовия пояс.

### Северни Анди
Северната част на Андите принадлежи към субекваториалния пояс на северното полукълбо; тук, както и в субекваториалния пояс на южното полукълбо, се наблюдава редуване на влажни и сухи сезони; валежите падат от май до ноември, а в най-северните райони влажният сезон е по-къс. По източните склонове падат значително повече валежи отколкото по западните; до 1000 mm в г. падат предимно през лятото. В Карибските Анди, намиращи се на границата между тропическия и субекваториалния пояс, през цялата година доминира тропически климат – падат малко валежи (често под 500 mm в година); реките са къси с характерни наводнения.
В екваториалната зона сезонни колебания практически отсъстват, така например в столицата на Еквадор, Кито, промяната в средната месечна температура през годината е само 0,4 °C. Обилните валежи (до 10 000 mm на година, но обикновено 2500 – 7000 mm годишно) се разпределят по склоновете по-равномерно, отколкото в субекваториалния пояс. Ясно изразени са височинните пояси. В долната част на планината е горещ и влажен климат, валежи има почти всеки ден, а в долините има многобройни блата. С височината количеството на валежите намалява, но се увеличава дебелината на снежната покривка. До 2500 – 3000 m температурите рядко падат под 15 °C, сезонните температурни колебания са незначителни. Над тази граница има големи дневни колебания на температурата (до 20 °C), времето може да се промени драстично през деня. На височина от 3500 – 3800 m денонощните температури са 10 °C. На по-голяма височина е характерен суров климат с чести снежни бури и снеговалежи, дневните температури са положителни, но със силни застудявания през нощта. Климатът е сух, тъй като пада малко дъжд. Над 4500 m е границата на вечния сняг.

### Централни Анди
Между 5° и 28° ю.ш. има силно изразена асиметрия в разпределението на валежите по склоновете: западните склонове се овлажняват значително по-слабо от източните. На запад от Главните Кордилери е пустинен тропически климат (за чието образуване немалко допринася студеното Перуанско течение), тук има много малко реки. В северната част на Централните Анди падат 200 – 250 mm дъжд годишно, южно от тях количеството намалява, а на някои места не надвишава 50 mm. В тази част на Андите се намира Атакама – най-сухата пустиня в света. Пустинните области се издигат до 3000 m над морското равнище. Няколкото оазиса са разположени главно в долините на малки реки и се захранват от планинските ледници. Средната януарска температура в крайбрежните райони варира между 24 °C на север до 19 °C на юг, а средната юлска температура – от 19 °C на север до 13 °C на юг. Над 3000 m също има малко валежи (рядко повече от 250 mm годишно), наблюдава се наличието на студени ветрове, като температурата може да падне до -20 °C. Средната юлска температура не надвишава 15 °C.
На неголемите височини има изключително малко количество дъжд, значителна (80%), влажност на въздуха, и чести мъгли и роса. На платото Алтиплано климатът е доста суров, средната температура не надвишава 10 °C. Голямото езеро Титикака оказва смекчаващ ефект върху климата на прилежащите територии – в крайезерните области колебанията на температурите не са толкова значителни, както в други части на платото. На изток от Главните Кордилери пада значително (3000 – 6000 mm на година) количество валежи (най-вече носени от летните източни ветрове), и има гъста речна мрежа. Въздушните маси от Атлантическия океан преминават по долините на Източните Кордилери и овлажняват и западния склон. Над 6000 m на север и 5000 m на юг средната годишна температура е отрицателна, поради сухия климат ледниците са малко.

### Южни Анди
В чилийско-аржентинските Анди, климатът е субтропичен, а валежите по западните склонове, поради зимните циклони, са повече, отколкото в субекваториалния пояс. С придвижване на юг годишните валежи на западните склонове бързо нарастват. Лятото е сухо, зимата – влажна. С нарастване на разстоянието от океана континенталния климат нараства, увеличават се сезонните температурни колебания. В град Сантяго, намиращ се в долина, средната температура през най-топлия месец е 20 °C, през най-студения – 7 – 8 °C. В Сантяго падат малко валежи, 350 mm годишно (на юг, във Валдивия, падат повече валежи – 750 mm годишно). По западните склонове на Главните Кордилери количеството на валежите е по-голямо, отколкото в долината на Сантяго (но по-малко, отколкото на брега на Тихия океан).
С придвижване на юг, субтропичния климат по западните склонове плавно преминава в океански климат на умерения пояс: увеличават се годишните и намаляват разликите в сезонните валежи. Силните западни ветрове водят до голямо количество валежи по крайбрежието (до 6000 mm на година, но обикновено 2000 – 3000 mm). Повече от 200 дни в годината има проливни дъждове, по крайбрежието често се спуска гъста мъгла, морето постоянно е бурно, климатът е неблагоприятен за живеене. Източните склонове (между 28° и 38° ю.ш.) са по-сухи от западните (едва в умерения пояс, на юг от 37 ° ю.ш., поради влиянието на западните ветрове, тяхната хидратация се увеличава, макар че остават по-малко влажни в сравнение със западните). Средната температура на най-топлия месец на западните склонове е само 10 – 15 °C (през най-студения – 3 – 7 °C)
В крайната южна част на Андите, на Огнена земя, се наблюдава много влажен климат, който е образуван от силните влажни западни и югозападни ветрове, валежите (до 3000 mm) падат основно под формата на ръмящи дъждове (през повечето дни от годината). Само в най-източната част на архипелага валежите са по-малко. През цялата година има ниски температури (температурните колебания по сезони са незначителни).

## Флора
В миналото дъждовните гори са заемали голяма част от Северните Анди, но сега са намалели значително, особено в Чоко и вътрешните планински долини в Колумбия. Като противоположност на влажната част на андските склонове, са сравнително сухите части в по-голямата част от Западно Перу, Чили и Аржентина. Заедно с няколко вътрешни планински долини, те обикновено са доминирани от широколистни гори, храсти и растителност, достигаща до крайните склонове в близост до пустинята Атакама.
Почвено-растителният свят на Андите е изключително разнообразен. Това е обусловено от голямата височина на горите, значителната разлика в овлажняването на западните и източните склонове. Височинната поясност в Андите е ясно изразена. Обособени са три пояса – тиера калиенте, тиера фрия и тиера елада.
В планинските червени почви на Андите на Венецуела растат широколистни (по време на зимното засушаване) гори и храсти. По-ниските части на наветрените склонове от Северозападните до Централните Анди са покрити с планински влажни екваториални и тропически гори, виреещи на латеритни почви (планинска растителност), както и смесени гори от вечнозелени и листопадни видове. Външният вид на екваториалните гори в планината слабо се отличава от този в равнинната част на континента; характерни са различни палми, фикуси, банани, какаови дървета и др. По-нагоре (до височина 2500 – 3000 m) характерът на растителността се изменя; типични са бамбук, дървесни папрати, храсти кока (източник на кокаин), хининово дърво. Между 3000 m и 3800 m се среща високопланинска растителност с ниски дървета и храсти, епифити и лиани, характерни са бамбук, дървесни папрати, вечнозелени дъбове представители на Миртови и Пиренови. По-нагоре основно е издръжлива ксерофитна растителност, парамос, многобройни сложноцветни; мъхови на плоските участъци и безжизнени каменисти пространства на полегатите склонове. Над 4500 m е поясът на вечните снегове и ледове.
Пó на юг в субтропичните чилийски Анди се срещат вечнозелени храсти върху кафяви почви. В Продълговатата долина има почви, по състав напомнящи чернозем. Растителността по високите плата е: на север – планински екваториални луга парамос, в Перуанските Анди и на изток от Пуна – сухи високопланински тропически степи халка, на запад от Пуна и по целия тихоокеански запад между 5 – 28° южна ширина – пустинен тип растителност (в пустинята Атакама – сукулентна растителност и кактуси).

## Върхове

### Боливия
- Анкоума, 6424 m
- Кабарая, 5860 m
- Чакалтая, 5421 m
- Уахна Потоси, 6088 m
- Илампу, 6368 m
- Илимани, 6438 m
- Масисо де Ларанкагуа, 5520 m
- Масисо де Пакуни, 5400 m
- Небадо Анайахси, 5750 m
- Небадо Сахама, 6542 m
- Патийа Пата, 5300 m
- Тата Сабаха, 5430 m

### Боливия/Чили
- Акотанго, 6052 m
- Серо Минчинча, 5305 m
- Ирупутунку, 5163 m
- Ликанкабур, 5920 m
- Олка, 5407 m
- Парума, 5420 m
- Померапе, 6348 m

### Чили/Аржентина
- Аконкагуа, 6962 m
- Серо Бахо, 5401 m
- Серо Ескориал, 5447 m
- Кордон дел Асуфре, 5463 m
- Фалсо Асуфре, 5890 m
- Ластариа, 5697 m
- Люляйляко, 6739 m
- Майпо, 5264 m
- Мармолехо, 6110 m
- Охос дел Саладо, 6893 m
- Олка, 5407 m
- Паринакота, 6348 m
- Писис, 6795 m
- Сиера Небада де Лагунас Брабас, 6127 m
- Сокомпа, 6051 m

### Колумбия
- Галерас, 4276 m
- Невадо дел Руис, 5389 m

### Еквадор
- Антисана, 5753 m
- Каямбе, 5790 m
- Чимборасо, 6267 m
- Корасон, 4790 m
- Котопакси (вулкан), 5897 m
- Ел Алтар, 5320 m
- Илиниса, 5248 m
- Пичинча, 4784 m
- Ревентадор, 3562 m
- Сангай, 5230 m
- Тунгурахуа 5023 m

### Перу
- Алпамайо, 5947 m
- Карнисеро, 5960 m
- Ел Мисти, 5822 m
- Ел Торо, 5830 m
- Уаскаран, 6768 m
- Хиришанка, 6094 m
- Расак, 6040 m
- Рондои, 5870 m
- Сарапо, 6127 m
- Сериа Норте, 5860 m
- Сиула Гранде, 6344 m
- Иерупаха, 6635 m
- Иерупаха Чико, 6089 m

### Венецуела
- Пико Боливар, 4981 m